# Arhitectura bizantină

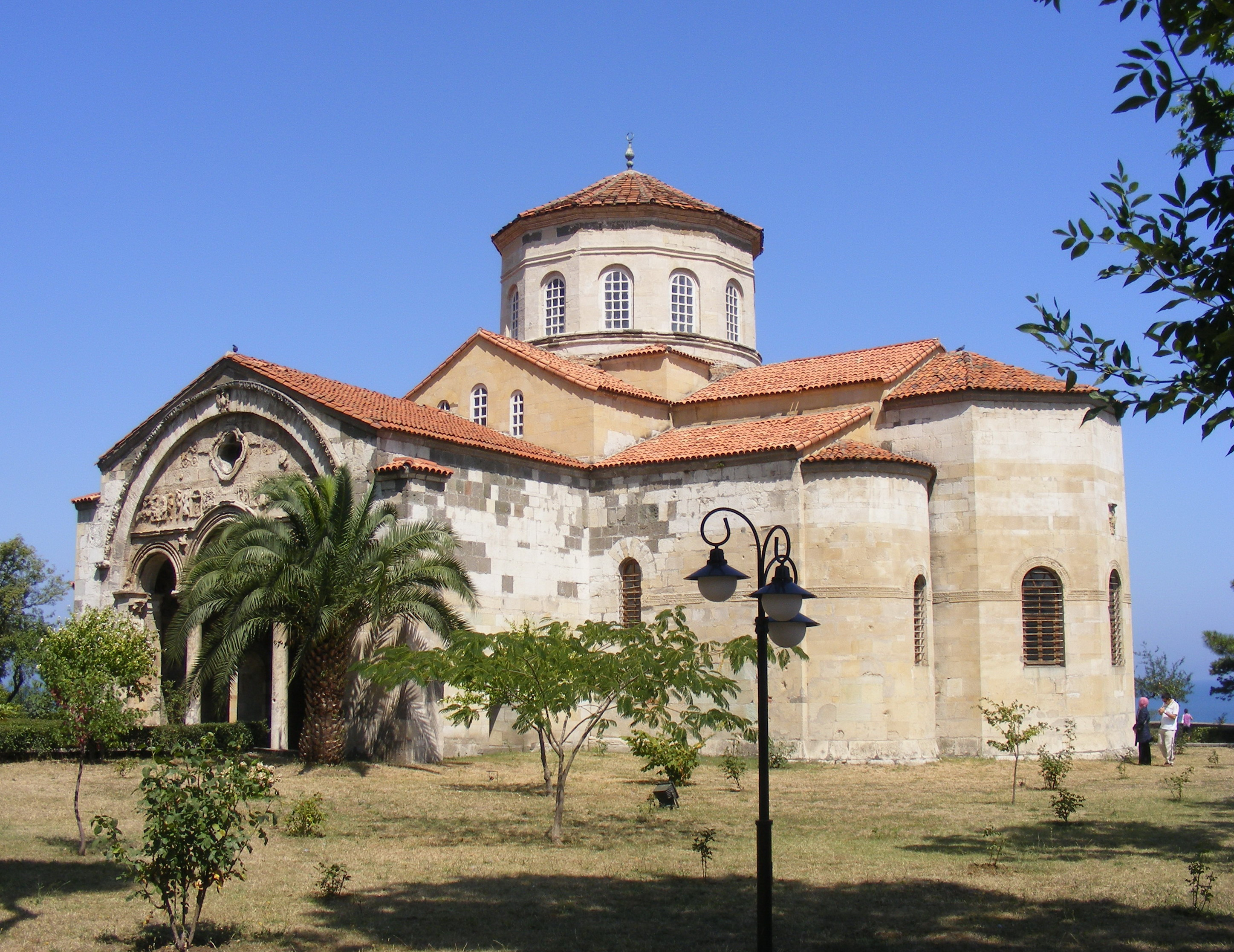
Biserica Hagia Sofia din Trabzon.

Arhitectura bizantină este stilul arhitectonic dezvoltat în cadrul Imperiului Bizantin. Această terminologie este folosită pentru a desemna arhitectura medievală din partea de răsărit a Imperiului Roman, deoarece a evoluat ca o entitate artistică și culturală distinctă având în centru noua capitală Constantinopol, spre deosebire de Roma și zona de apus a vechiului imperiu. Imperiul Bizantin, prin existența de mai bine de un mileniu, a influențat în mod dramatic dezvoltarea arhitecturii din Europa și din Orientul Apropiat, devenind precursorul principal al arhitecturii renascentiste și al celei otomane.

## Istorie

### Perioada timpurie (secolele IV-VIII d.Hr)

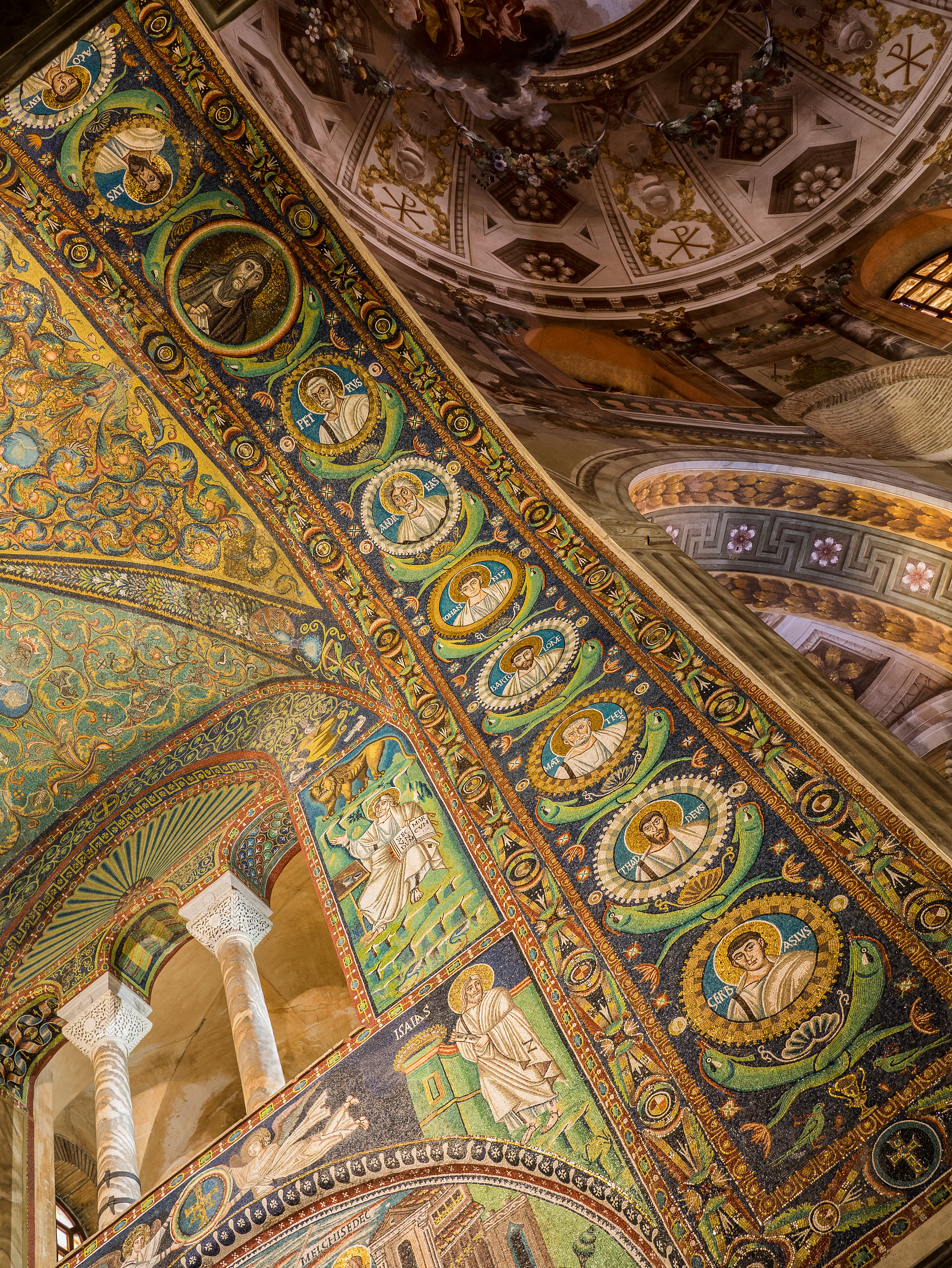
Mozaic din Bazilica San Vitale

Arhitectura bizantină s-a manifestat în general prin construirea unor edificii religioase. După căderea Imperiului Roman de Apus în anul 476, partea Răsăriteană a imperiului a supraviețuit suferind numeroase schimbări politice și teritoriale. Tot în acest timp au avut loc numeroase progrese tehnologice, ce s-au manifestat și în arhitectură, ducând treptat la dezvoltarea unui stil arhitectonic distinct față de cel roman. 

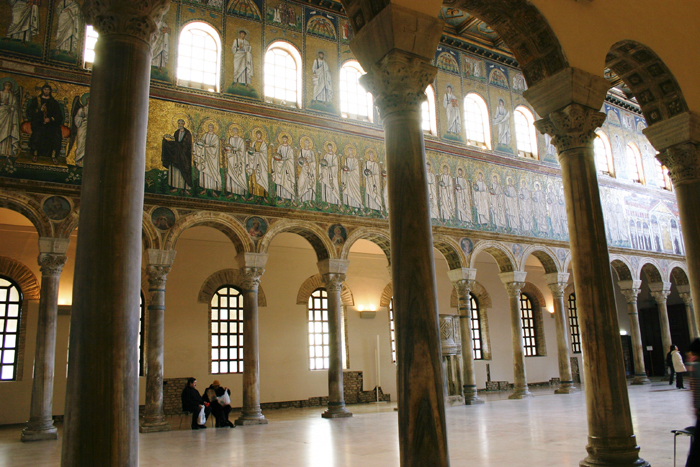
Interiorul Bazilicii Sant'Apollinare Nuovo din Ravenna.

Cele mai multe modificări în domeniul arhitecturii au avut loc în timpul domniei împăratului Iustinian cel Mare (527-565). O primă inovație a fost modificarea planului bisericilor din cruce latină (cu brațele inegale) în cruce greacă (cu brațele egale). O altă inovație a survenit din necesitatea de a avea biserici mult mai spațioase și mai luminoase. Astfel, arhitecții bizantini din Epoca lui Iustinian au inventat tipul bazilicii cu cupolă folosind un sistem elaborat de pandantive și contraforturi care să mențină structura. O altă caracteristică a bisericilor din aceea perioadă este prezența încăperilor secundare, a ferestrelor multiple, a mozaicurilor bogate și a picturilor ce încarcă pereții din interior. Primele astfel de edifici au fost Bazilica San Vitale din Ravenna, Bazilica Sfinții Sergiu și Bacchus și Hagia Irene din Constantinopol. Tot în această perioadă a fost construită și cea mai mare capodoperă a arhitecturii bizantine, Hagia Sofia din Constantinopol, catedrală a Patriarhiei de Constantinopol și cea mai mare biserică din lume la acel moment. Printre edificiile laice construite sau renovate în această perioadă se număra Marele Palat din Constantinopol, zidurile și fortificațiile de apărare ale orașului și Palatul Scufundat.

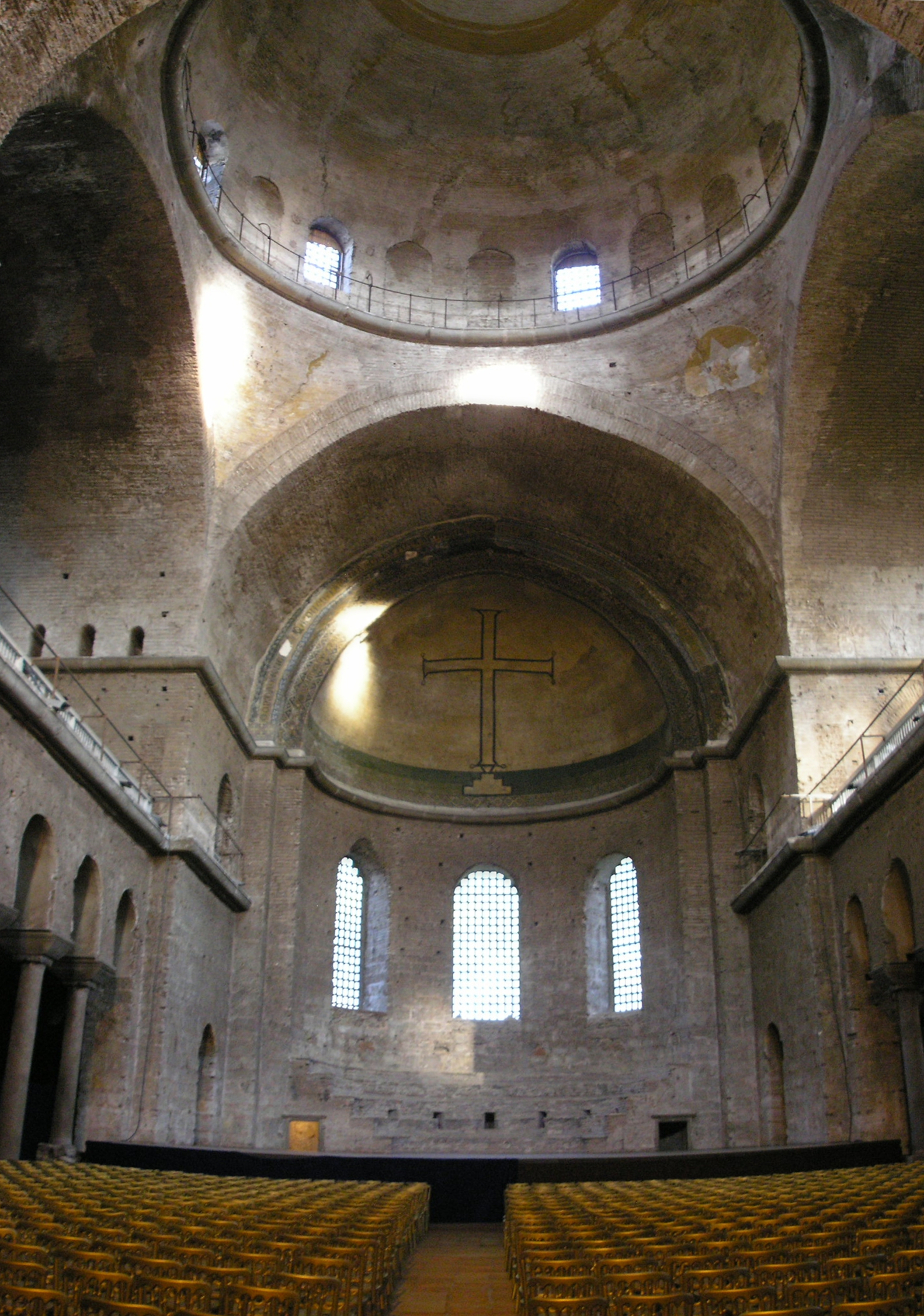
Interiorul bisericii Hagia Irene.

### Perioada dinastiilor macedonenilor și comnenilor (secolele IX-XII)
În aceasta perioadă a avut loc maturizarea culturii bizantine. S-au înregistrat, din Caucaz pâna în Peninsula Balcanică, vii interferențe culturale și o remarcabilă circulație de valori estetice, care au creat arta ambianței bizantine. În această strălucită perioadă au fost construite edifici precum Biserica Chora din Constantinopol și Hagia Sofia din Trabzon. 
Această perioadă coincide cu misiunile pentru creștinarea slavilor, finalizate cu creștinarea sârbilor, bulgarilor și în final a rușilor. Populația slava a fost un puternic mediator care a transferat de la o zona geografica la alta categorii varitate de forme și concepții artistice. In afara lor, călugarii din Asia Mică, din Mesopotamia, Armenia de sud și Capadocia au călătorit spre Apus si au purtat cu ei semnele culturii bizantine. Bazilica San Marco din Veneția și Catedrala din Torcello se numără printre edificiile construite în această perioadă în Peninsula Italică sub influență bizantină. Specifice acestei perioade sunt construcțiile de dimensiuni relativ mici, diametrul cupolei nedepășind de obicei 10 metri, în comparație cu bisericile din perioada anterioară.

### Perioada Renașterii Paleoloage (XII-XV)
Împaratul Mihail al VIII-lea, intemeietorul ultimei dinastii bizantine, cea a Paleologilor, a reconstruit unitatea politica a Imperiului Bizantin. Totuși, statul intră în declin din cauza mai multor probleme de ordin economic și politic. Bulgaria și Serbia luptau pentru înființarea regatelor independente de imperiu. Turcii ocupaseră provinciile din Asia Mică, apoi toată Peninsula Balcanica, cucerind Serbia, Bulgaria, Grecia și în 1453 Constantinopolul.
În arhitectura ecleziastică, în locul monumentalității, la fel ca și în perioada anterioară, iși face apariția construcția de dimensiuni mici precum și atmosfera discreta. Centrul de greutate al artei bizantine se mută de la Consantinopol la Mistra și pe Muntele Athos. 
După căderea imperiului în anul 1453, arta și cultura bizantină va fi preluată de către statele din Balcani și de către Rusia, unde vor fi construite numeroase biserici după modelul celor bizantine.

### Moștenire
Moștenirea arhitecturii bizantine este de necontestat, mai ales în Peninsula Balcanică și în Rusia. În Grecia, Albania, Serbia, Bulgaria, România și Rusia există o serie de biserici în stil bizantin. Arhitectura islamică, mai ales arhitectura otomană, a fost influențată de construirea unor moschei după modelul bisericilor bizantine. în timpul Renașterii din Europa secolelor XV-XVI au fost construite biserici inspirate de modelul celor bizantine. De asemenea, în secolul al XIX-lea a început Mișcarea Neobizantină, ce promovează construirea unor edifici moderne în stil bizantin.

## Monumente bizantine

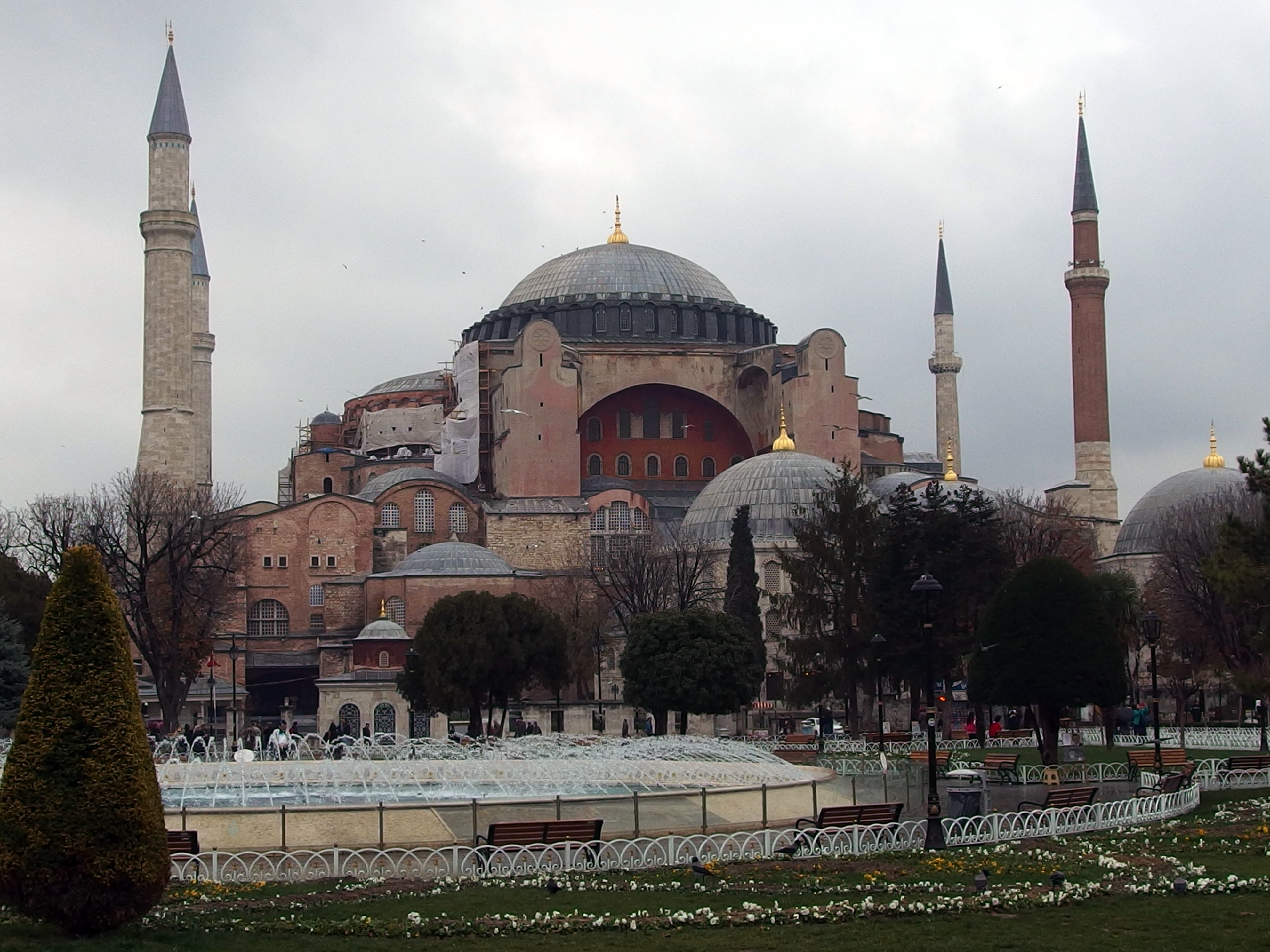
Hagia Sofia, Istanbul, Turcia
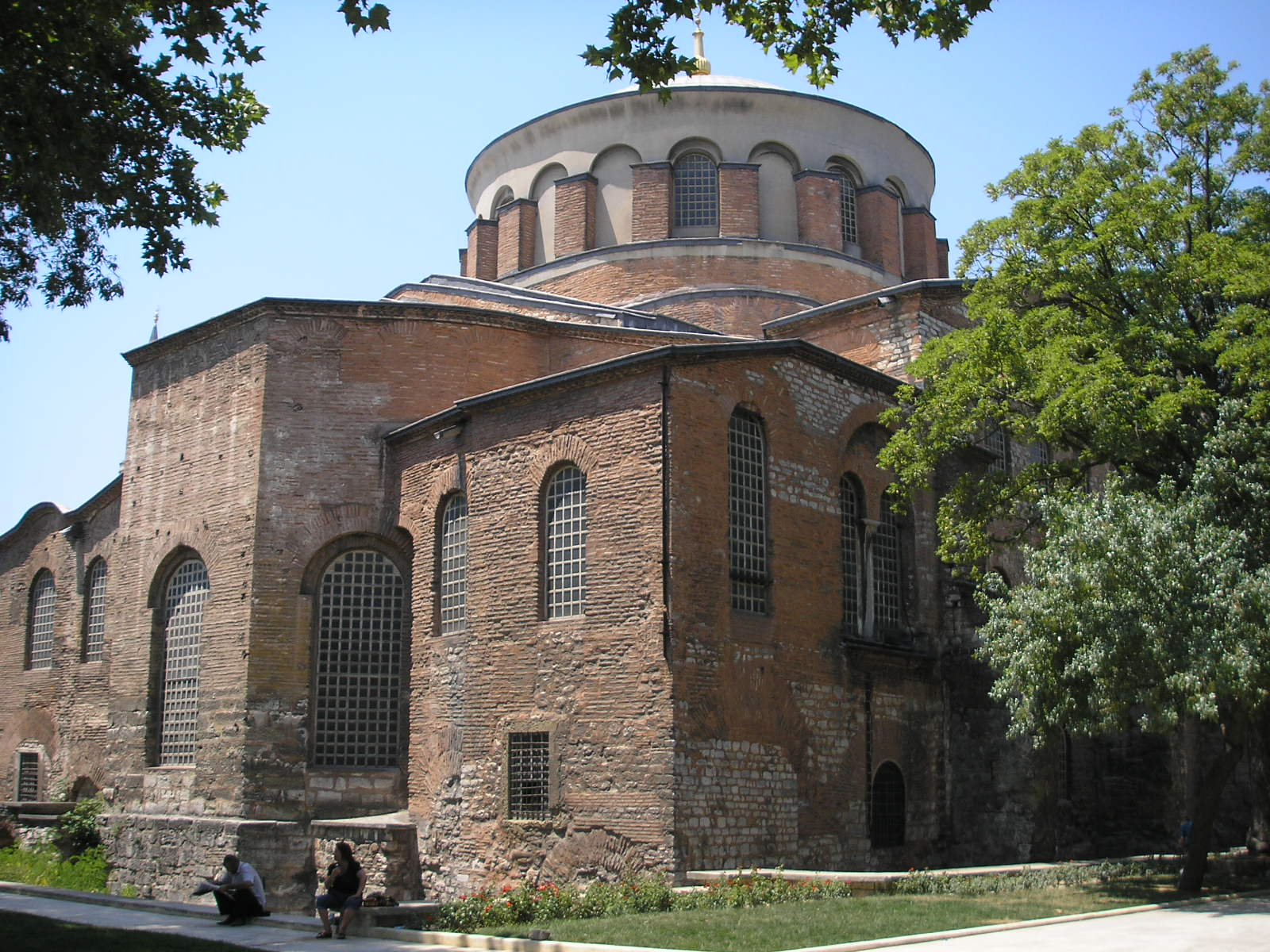
Hagia Irene, Istanbul, Turcia
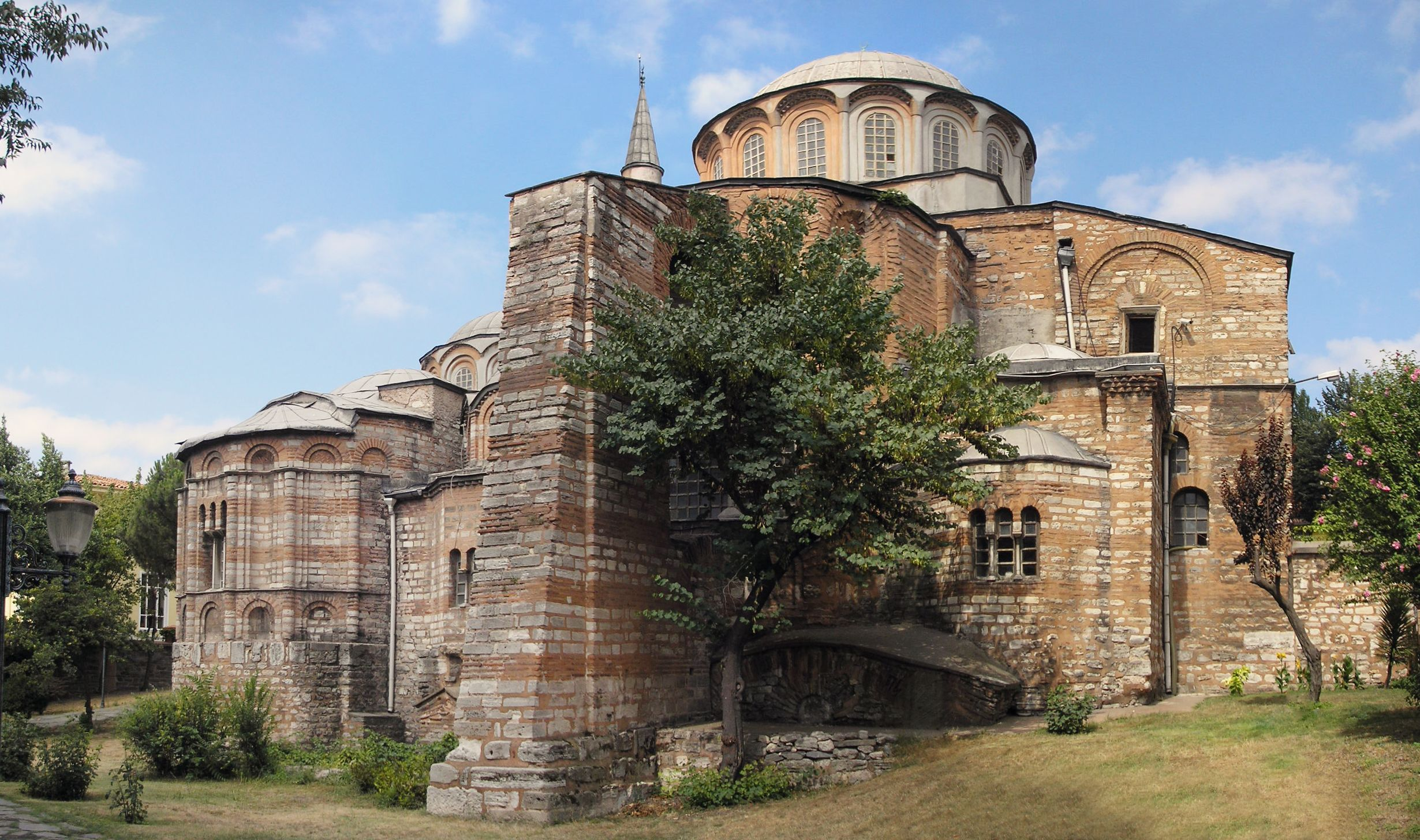
Biserica Chora, Istanbul, Turcia
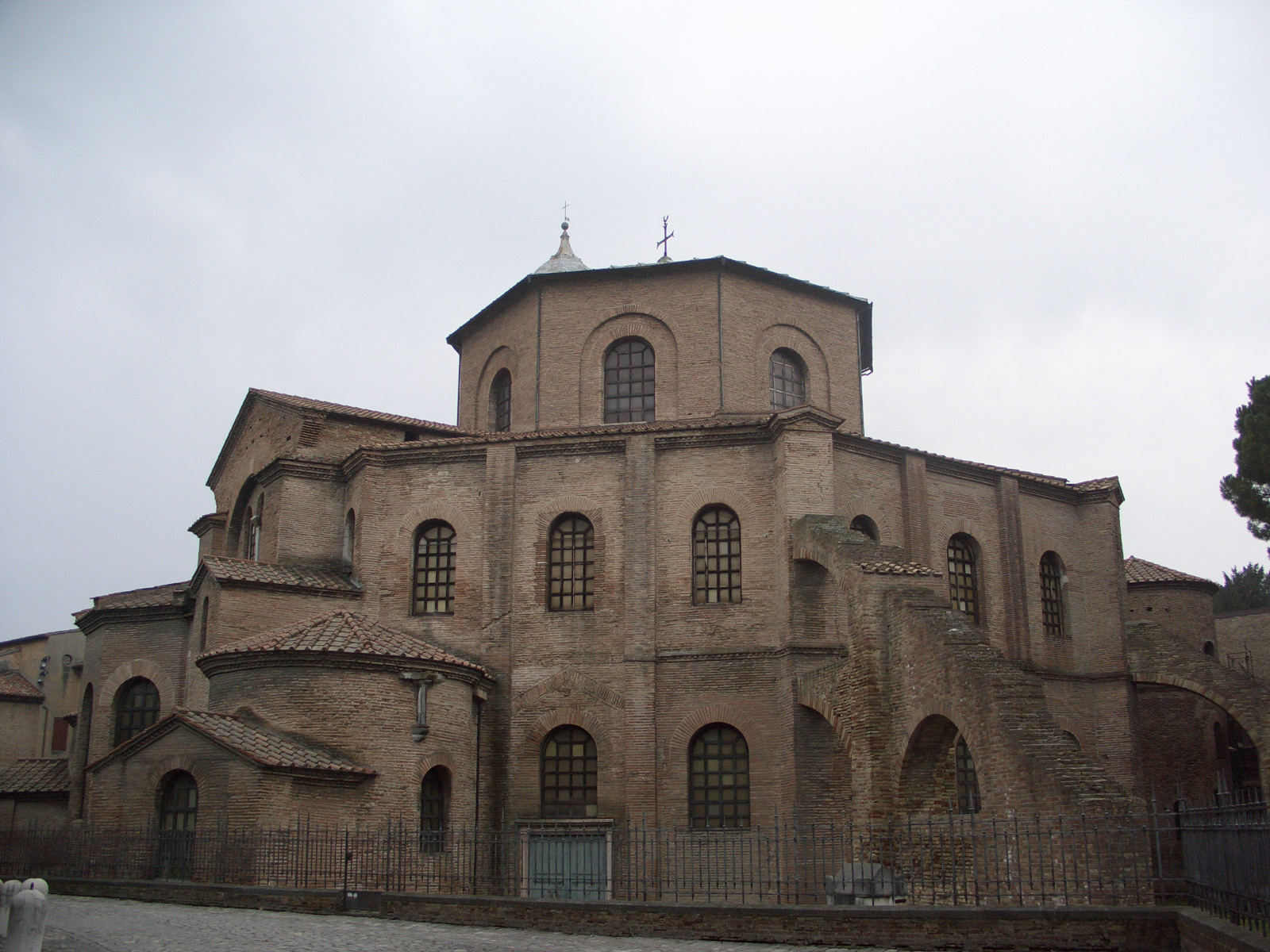
San Vitale, Ravenna, Italia
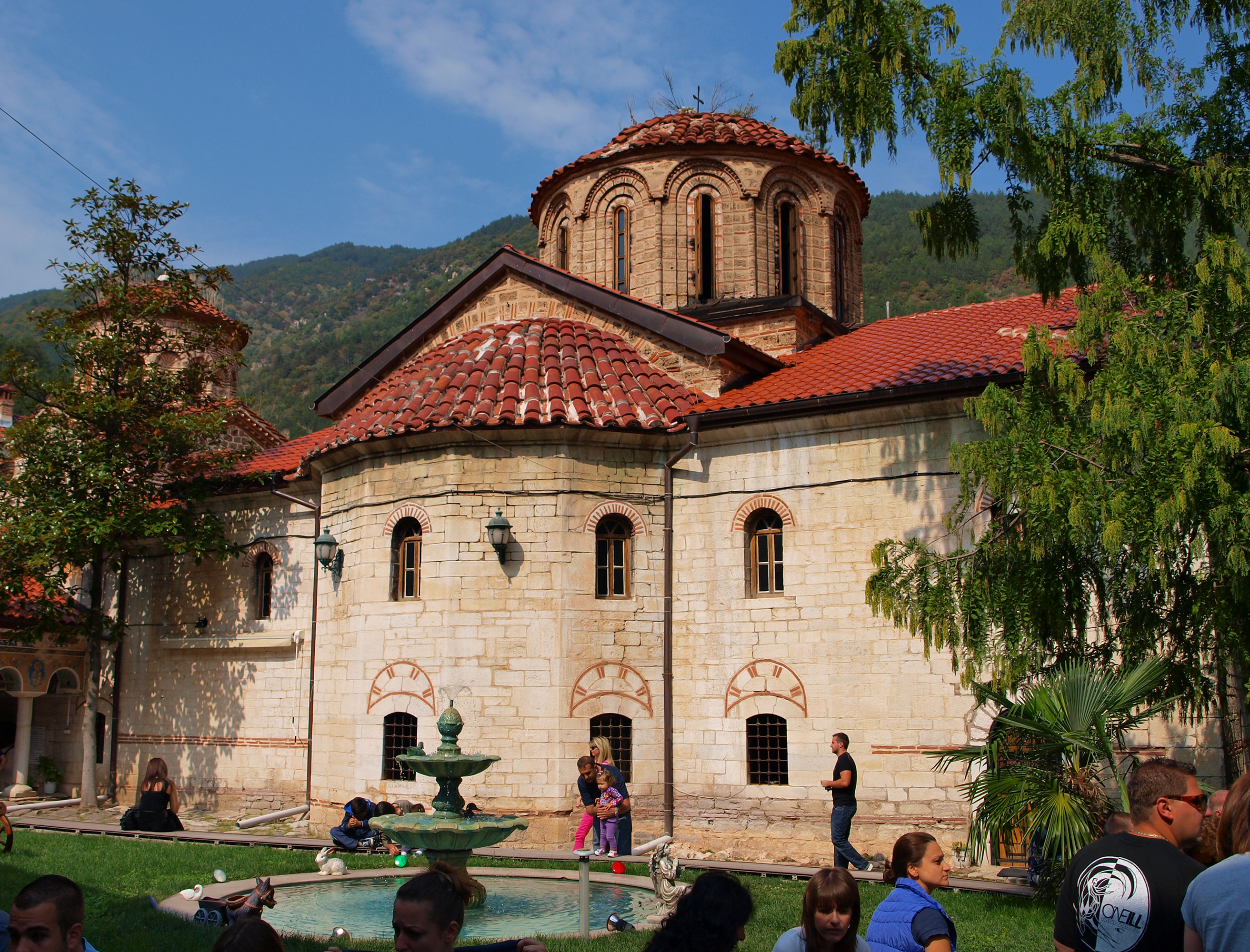
Mănăstirea Bachkovo, Bulgaria
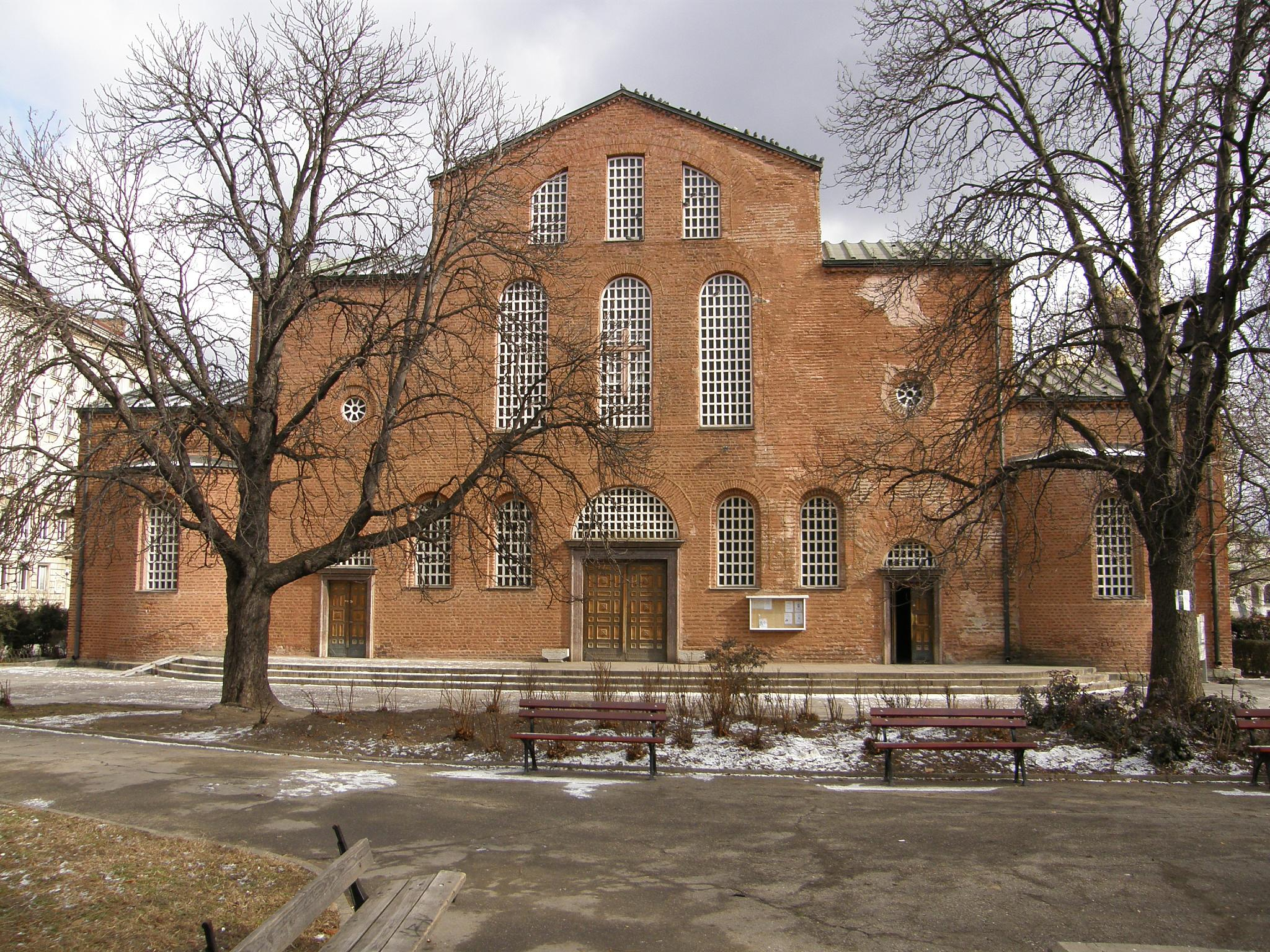
Biserica Sfânta Sofia din Sofia, Bulgaria
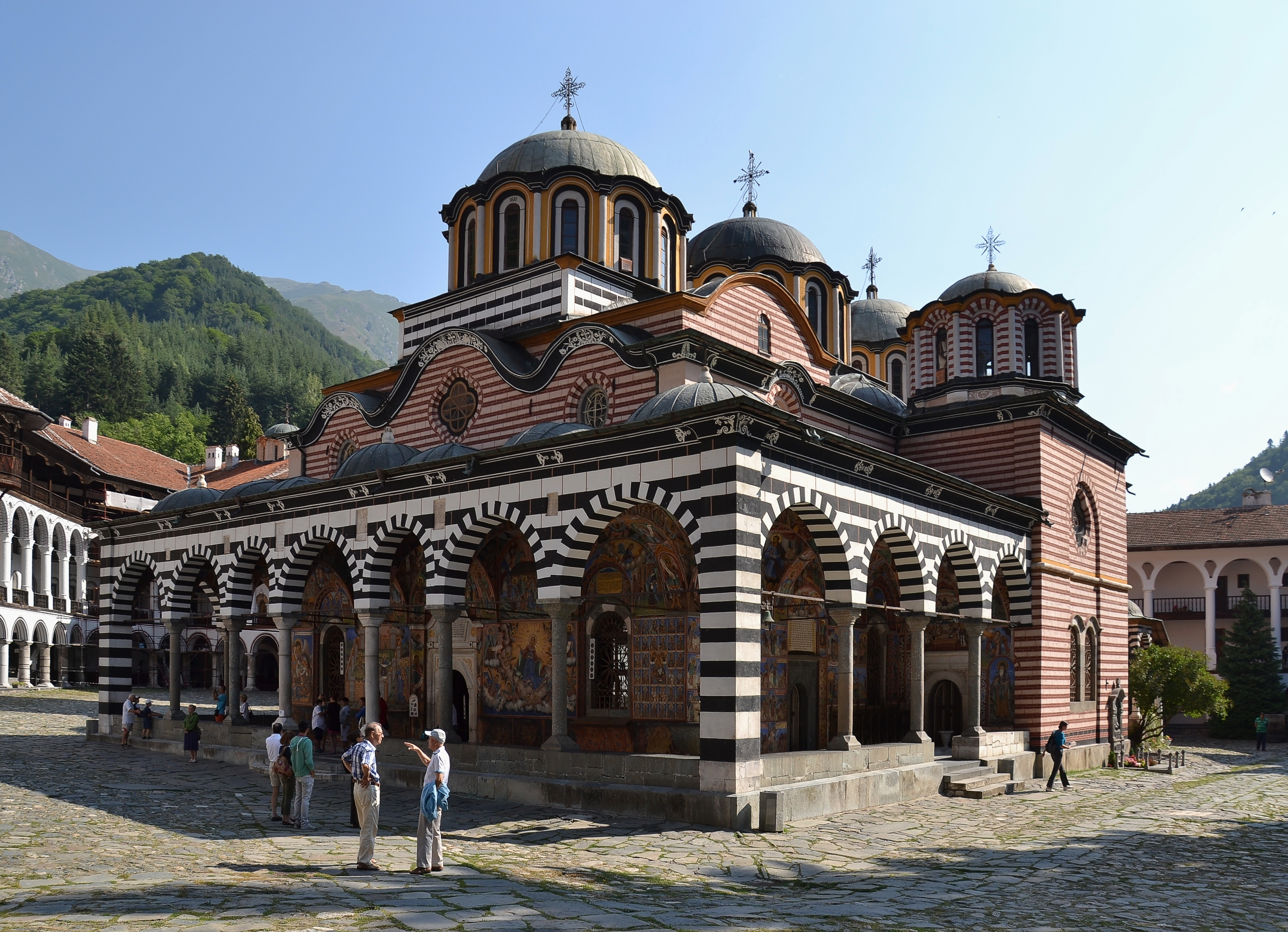
Mănăstirea Rila, Bulgaria
Mănăstirea Gračanica, Pristina, Kosovo
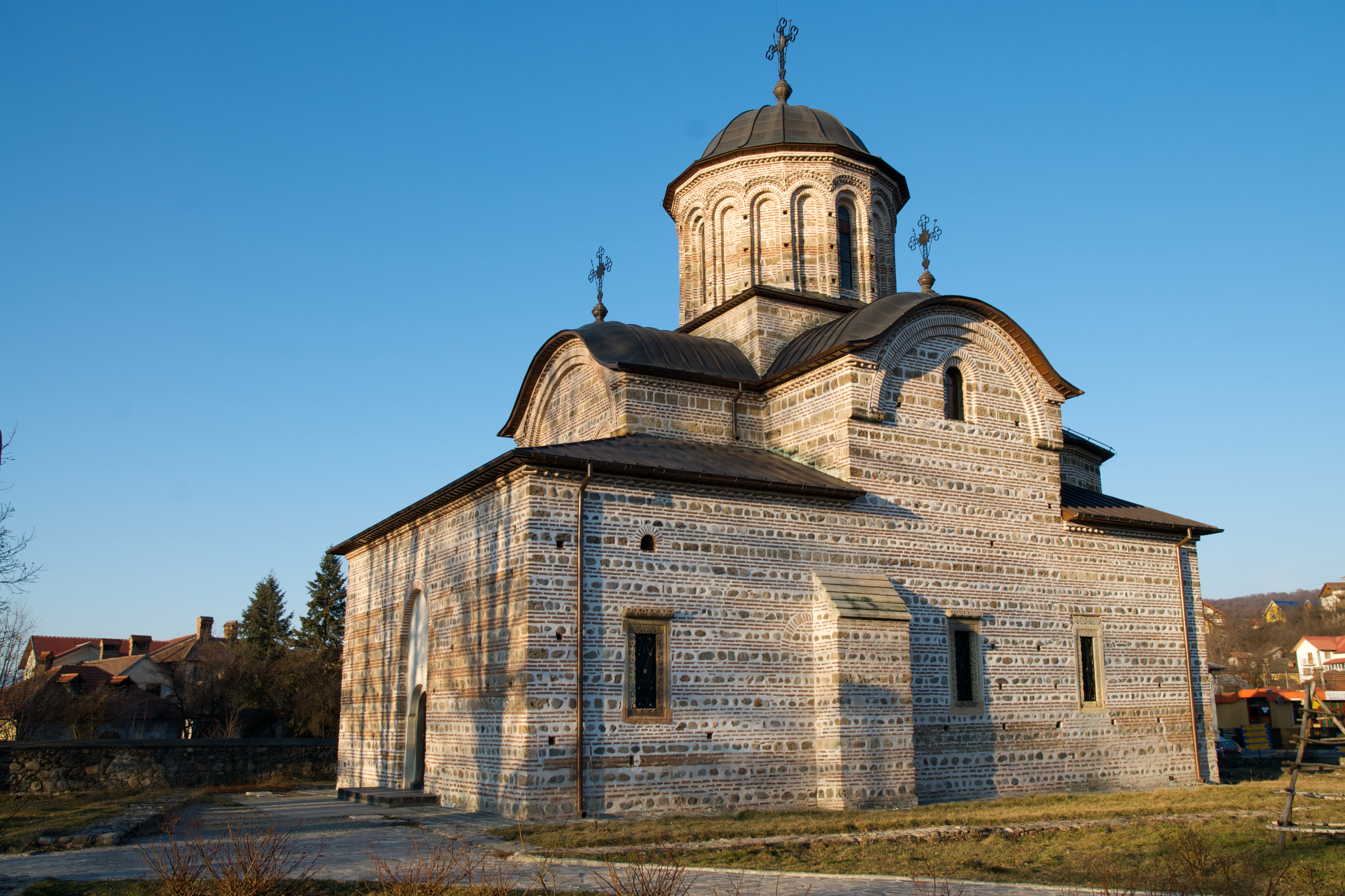
Biserica Domnească, Argeş, România
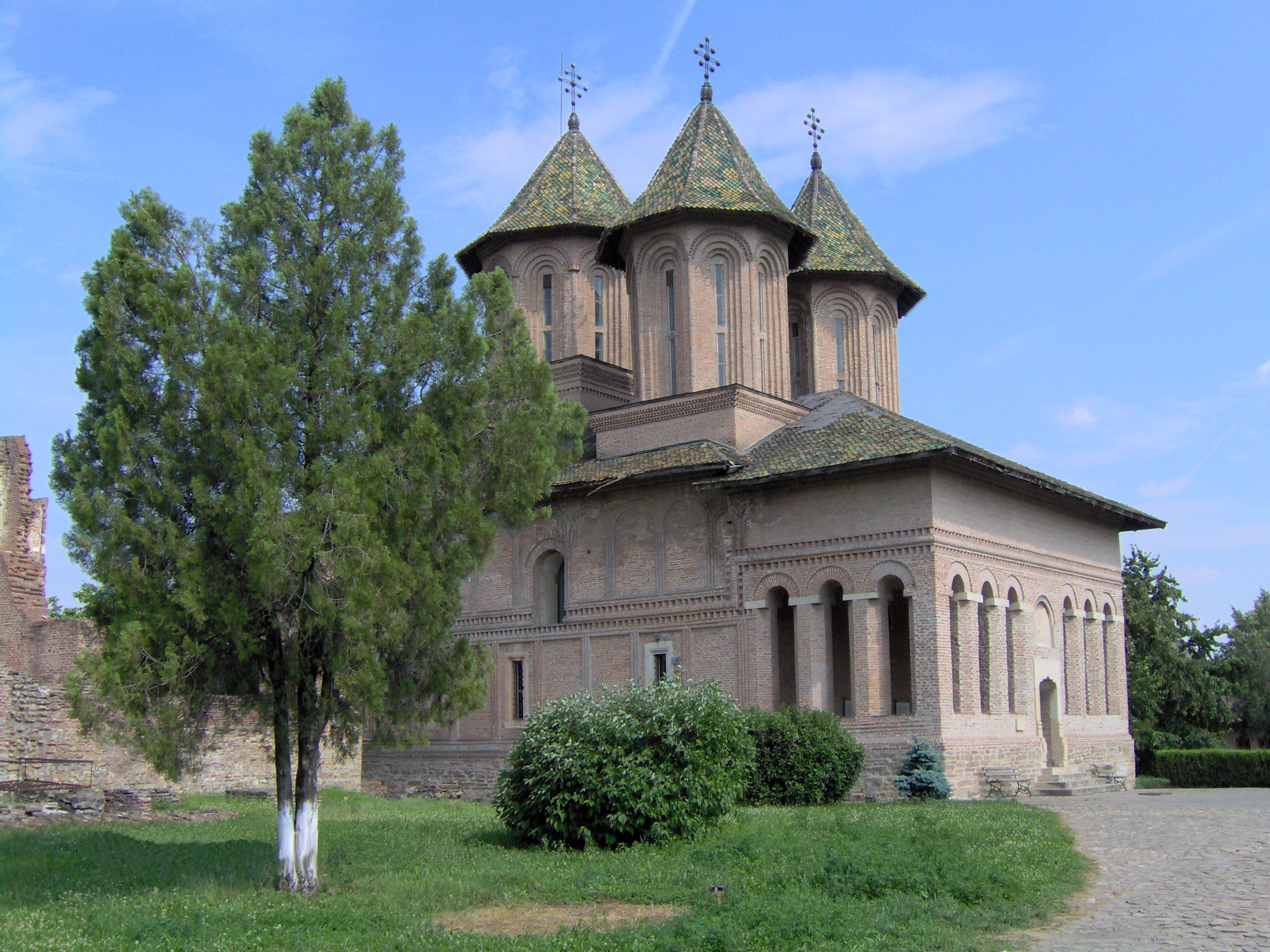
Biserica Domnească, Târgovişte, România
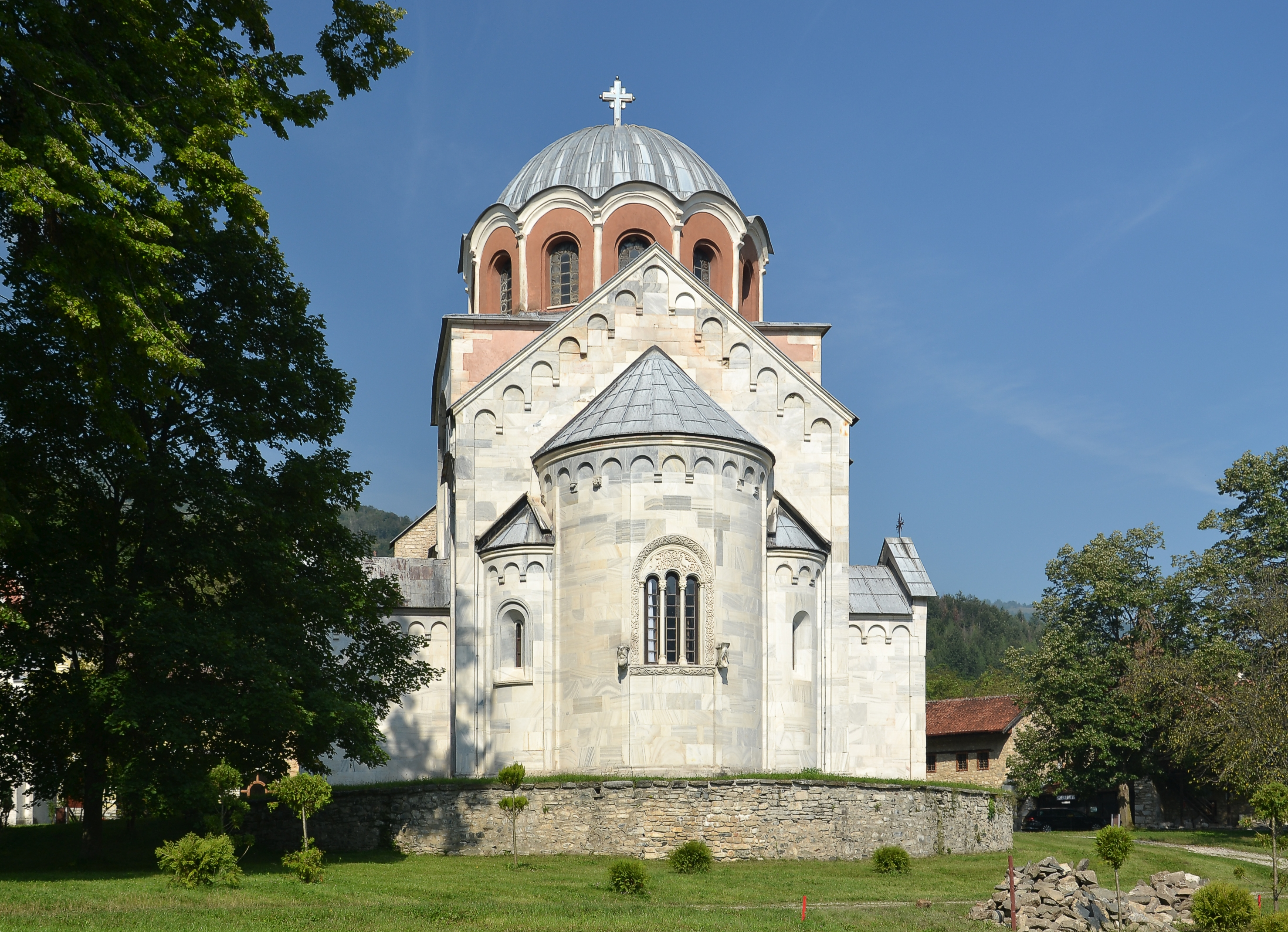
Mănăstirea Studenia, Kraljevo, Serbia
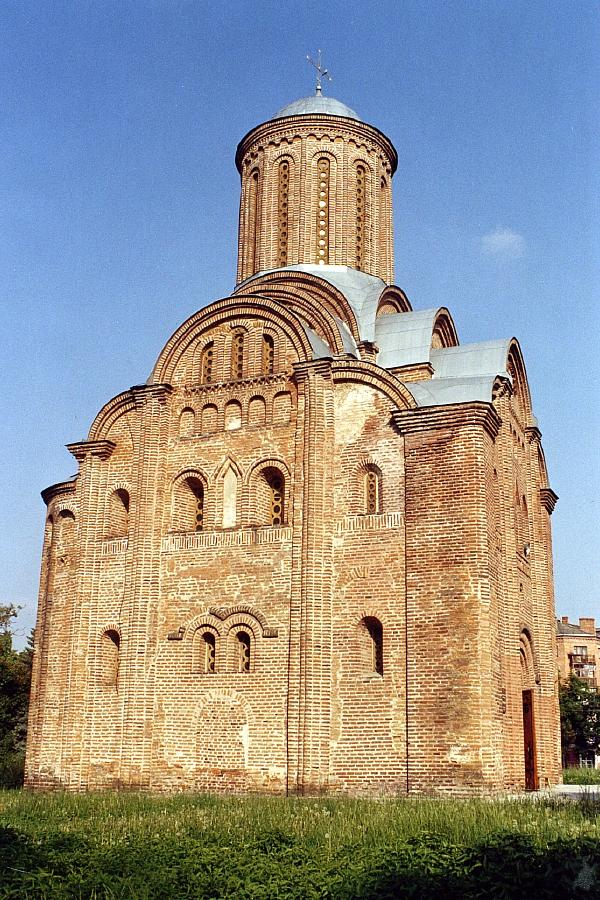
Biserica Pyatnitska, Chernigiv, Ucraina
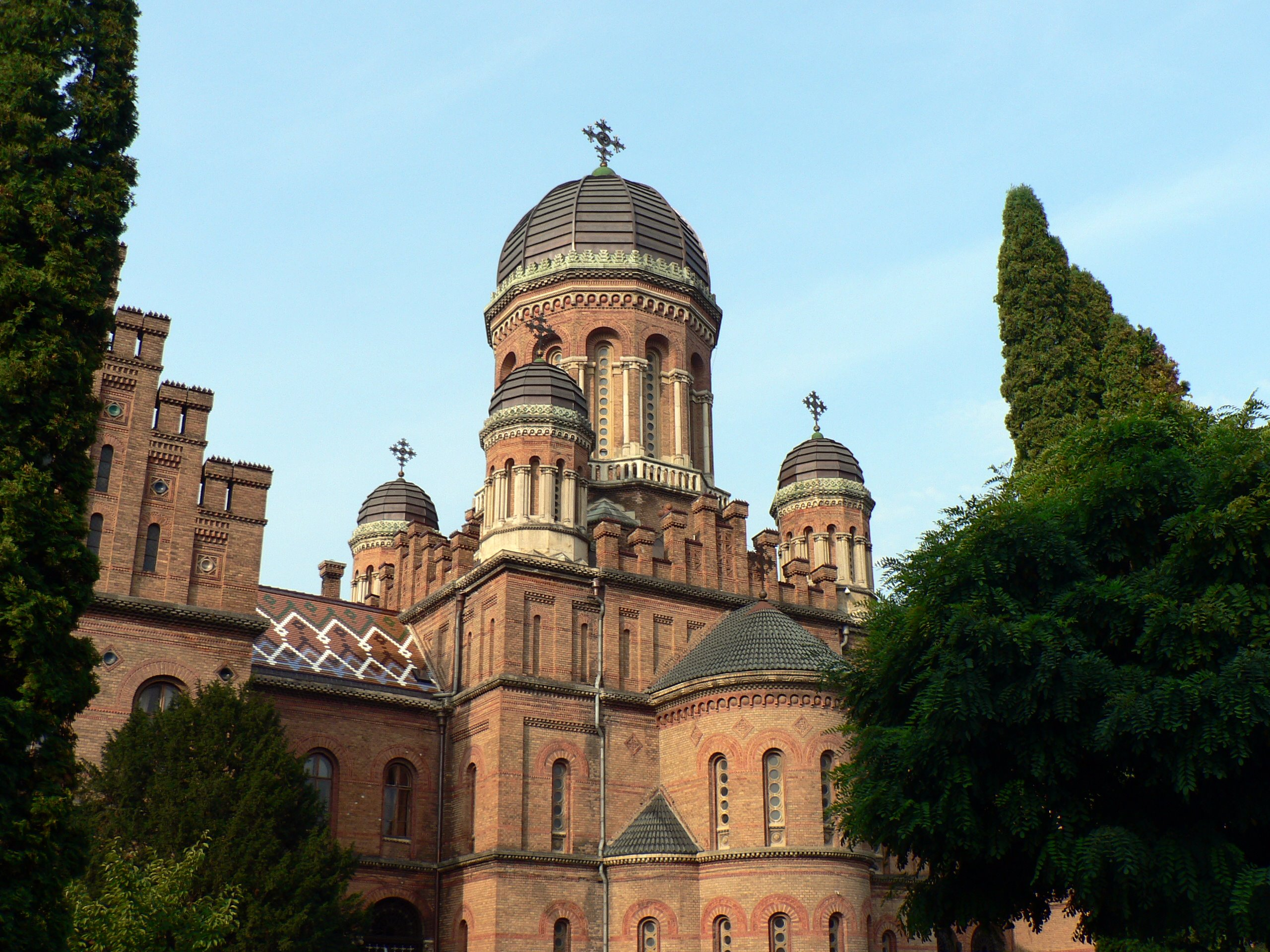
Biserica Sfinții Trei Ierarhi din Cernăuți
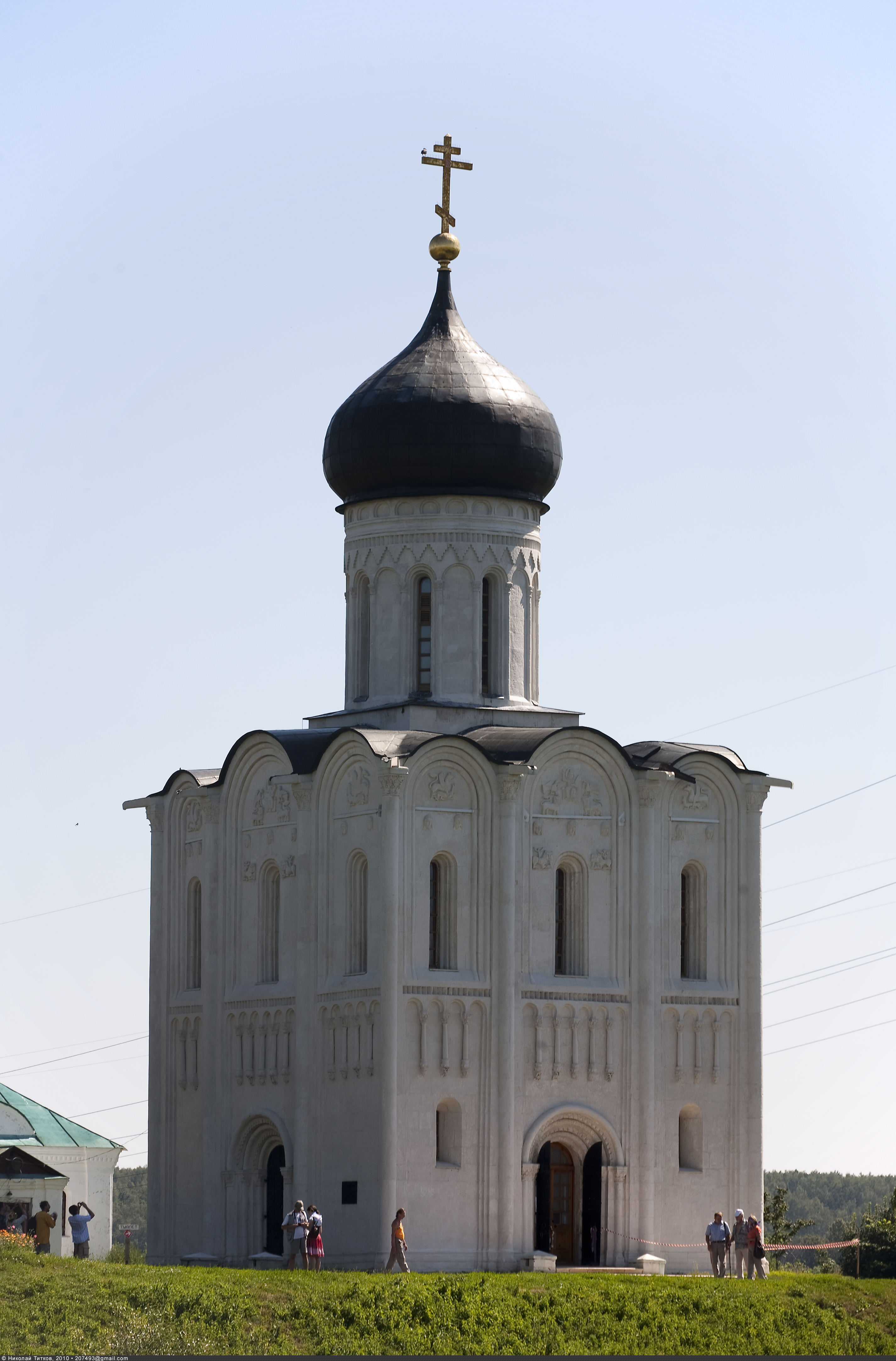
Biserica Procovul Maicii Domnului, Nerli, Rusia
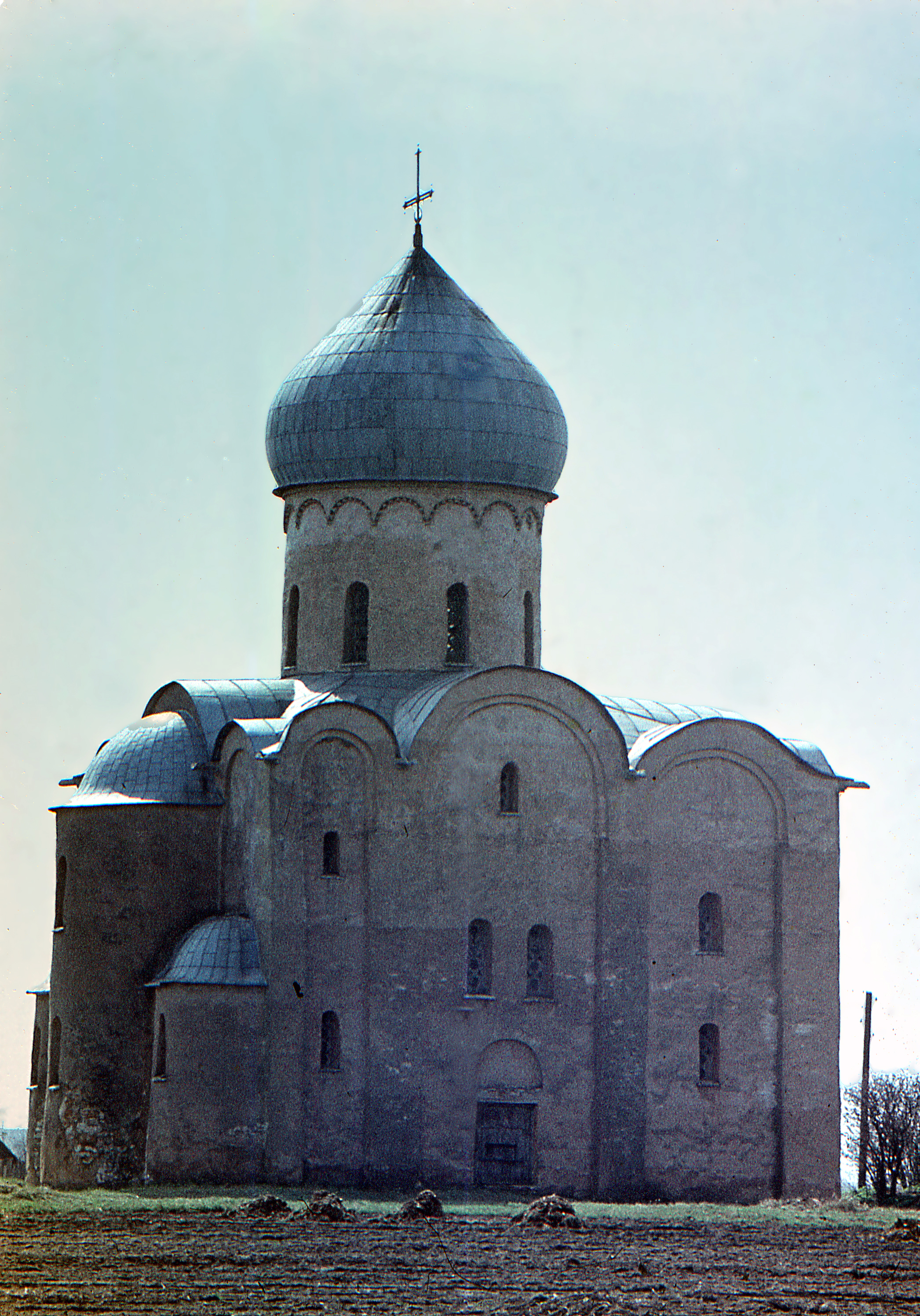
Biserica Sfântul Vlas, Novgorod, Rusia
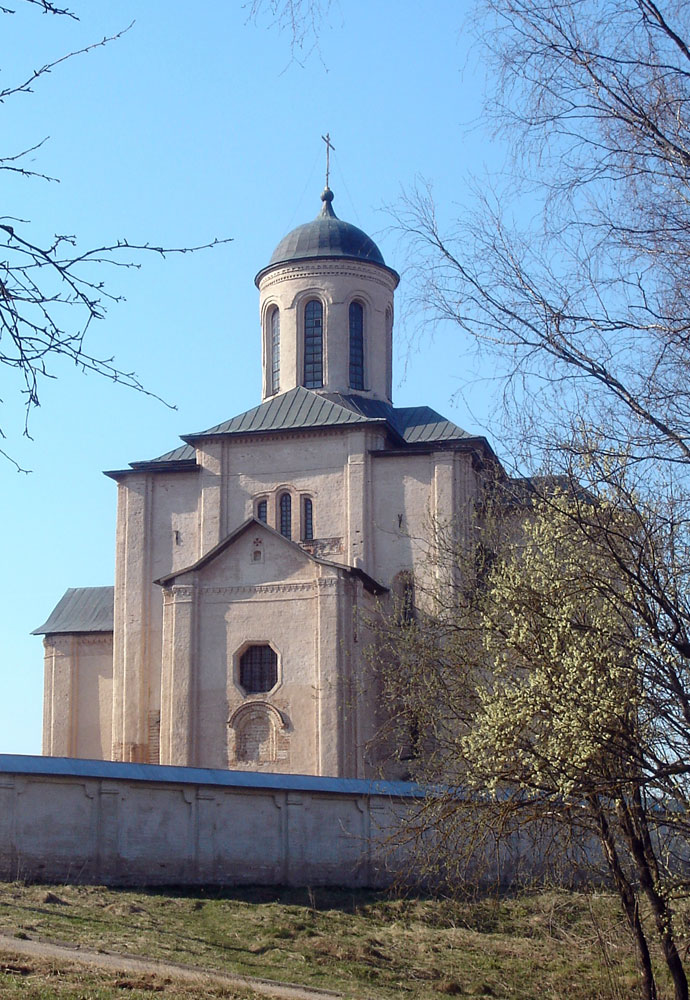
Biserica Sfântul Mihail, Smolensk, Rusia